# Network
Network (Broadcast-Network und Television-Network) bezeichnet als Medienbegriff  mit Ursprung in Nordamerika eine Entwicklungsstufe von Vereinigungen mehrerer kommerzieller Hörfunk- und später auch Fernsehanstalten, aus denen überwiegend Medienkonzerne hervorgingen. Der Begriff Network umfasst mehr als die rein technische Definition im Sinn von Senderketten, die mit einem Leitsender zahlreiche lokale Kleinstsender mit einem Mantelprogramm beliefern und deren lokale Sender auch Affiliates heißen.

## Geschichte der Networks
Seinen Ursprung hatte das sogenannte network broadcasting in den USA in den 1920er-Jahren. Hintergrund war der Wunsch, beispielsweise Sportereignisse live von Küste zu Küste über vier Zeitzonen hinweg senden zu können.
Um dies zu realisieren, gründeten die General Electric Company (GE), die Westinghouse Electric Corporation und der Telefonmonopolist American Telephone & Telegraph (AT&T) im Jahr 1919 die Radio Corporation of America (RCA). Der reguläre Sendebetrieb wurde am 15. November 1926 durch die Tochtergesellschaft National Broadcasting Company (NBC) aufgenommen, damit war NBC die erste überregionale bzw. nationale Hörfunkanstalt der USA. 1927 folgte Columbia Broadcasting System (CBS).
1932 entstand das erste Broadcast-Network in Kanada durch die Canadian Radio Broadcasting Commission aus dem 1936 die Canadian Broadcasting Corporation (CBC) hervorging.
Das Funktionsprinzip ist seither beinahe unverändert: Bei einem der Hauptsender respektive an bestimmten Produktionsstandorten wird das gemeinsame Programm für die angeschlossenen Sender der Networks hergestellt und live oder zeitversetzt über das Telefonnetz von AT&T übertragen (später über „private“ koaxiale Kupferkabel, heute über Satellit). Die ans Network angeschlossenen Sender senden zu vorher festgelegten Zeiten kein eigenes Programm, sondern das gemeinsame Network-Programm in einer Art Programmfenster.
Da das System in den USA kostspielig war, blieb es lange bei nur drei Radiogesellschaften, die Networks betrieben (neben NBC und CBS auch Mutual Broadcasting System). Erst aus der Zerschlagung von NBC entstand zwischen 1940 und 1944 als viertes Radionetwork American Broadcasting Company (ABC). Als in den 1940ern das Fernsehen aufkam, vollzogen drei der vier Radionetworks auch den Schritt zum Fernsehnetwork, ein viertes – DuMont – stellte den Betrieb nach wenigen Jahren ein.
1942 gründete das United States Department of War (das damalige US-Kriegsministerium) Armed Forces Radio Service (AFRS), später bekannt als American Forces Network (AFN).
Die hohen Kosten zementierten bis in die 1980er Jahre in den USA das Oligopol der „Big Three“ NBC, CBS und ABC. Dies ermöglichte den Networks allerdings wesentlich aufwendigere Sendungen zu produzieren, als es bei kleineren Lokal- und Regionalsendern der Fall war. 
Sie liefern den angeschlossenen Affiliates drei Stunden – sonntags vier Stunden – in der Primetime (FOX und CW jeweils eine Stunde weniger) an, bestehend aus originären Ausstrahlungen und Wiederholungen von aktuellen Serien, Nachrichtenmagazinen, Reality-Shows, Sport usw. Darüber hinaus werden den Affiliates je nach Network Seifenopern, Talkshows und Kinderprogramm für die Tagesprogrammierung, nationale Nachrichten und/oder eine Late Night Show angeboten. Den Rest des Tages müssen die Sender in der Regel selber bestreiten und greifen dabei neben Eigenproduktionen auf sogenanntes Syndication-Material zurück. Auf den Syndication-Markt kommen unter anderem Serien, die älter als vier Jahre sind, oder gesondert für Syndication produziertes Material, wie Talkshows; seltener auch teurere, nicht für ein bestimmtes Network produzierte Serien wie Star Trek: Deep Space Nine.
Eine Renaissance erlebte das Network-Fernsehen 1986 mit der Gründung der Fox Broadcasting Company, dem vierten Network, welches mit den klassischen drei Networks die „Big Four“ bildet.

### Entwicklung zu Medienkonzernen
Diverse Deregulierungen im Mediensektor und eine Vielzahl von Unternehmensfusionen führten schließlich 1996 zur Gründung des United Paramount Network (UPN) und des Warner Bros. Network (WBN), ab 1999 als The WB bekannt. Die anfängliche Euphorie wich in den folgenden Jahren der Ernüchterung über die stetig sinkenden Zuschauerzahlen und führte im Januar 2006 – genau 10 Jahre nach der Lancierung – zur Ankündigung, die Networks UPN und The WB aufzulösen und per September 2006 durch das neue, gemeinsame The CW Television Network (bekannt als The CW) zu ersetzen.
Weitere Networks mit deutlich kleinerer Reichweite als die bisher genannten sind MyNetworkTV und ION Television. Es existieren außerdem zwei bedeutende spanischsprachige Networks (Univision und Telemundo).
Da auf Grund von staatlichen Auflagen keine Gesellschaft mit ihren Sendern mehr als ein Drittel der potenziellen Empfänger abdecken darf, haben sämtliche Networks Affiliates, um das ganze Land abdecken zu können. So besitzen NBC und CBS nur einige wenige eigene Sender (je unter 20), da sich diese in den großen Ballungsräumen befinden (New York, Los Angeles, Chicago, …) – die übrigen zwei Drittel des Landes werden mit Affiliates in dreistelliger Anzahl abgedeckt. Im Gegensatz dazu besitzen UPN und The WB deutlich mehr eigene Sender, da sich diese meist in Städten außerhalb großer Ballungsgebiete befinden; die Großstädte werden dagegen über Affiliates abgedeckt. Die genannten Networks gehören (mit Ausnahme von ION Television) zu den großen US-Medienkonzernen.

## Situation in Deutschland
In Deutschland wird dieses Prinzip im Grunde genommen nicht praktiziert. Als Mitte der 1990er Jahre in Deutschland Ballungsraumfernsehsender auf Sendung gingen (zum Beispiel IA Fernsehen Berlin, Hamburg 1, TV.München), entstand 1997 das Programm RTL City-TV aus Köln. RTL griff bei der Zusammenstellung des Materials auch auf Bestände seiner Regionalpartner zurück, wie z. B. RTL Nord (Hamburg), das auch parallel mehrere Ausgaben des RTL-Regionalmagazins Guten Abend RTL für die norddeutschen Bundesländer und ganz Deutschland herstellt. Ab 1. März 1998 wurden damit 12 Sendeformate durch IP Multimedia vermarktet. Es standen täglich sieben Stunden Programm bereit, die vorrangig aus älteren Serien und Sendungen aus dem Fundus von RTL bestanden. Versorgt wurden die sechs Sender augsburg.tv, Tele Regional Passau 1, FF Franken Fernsehen, intv, Hamburg 1 und Fernsehen aus Berlin. Überspielt wurde es im Sendezentrum Köln über den Satelliten DFS2, die Programmkunden konnten „je nach regionaler Programmplanung fest definierte Teile übernehmen“ und in die lokalen Programme integrieren. Beispielsweise übernahm Hamburg 1 drei Stunden daraus, darunter auch Beiträge, die drei Stunden zuvor beim Konkurrenten RTL-Nord-Live zu sehen waren. Da dies eine zu geringe Anzahl an Abnehmern darstellte, um das Programm durch Werbung zu refinanzieren, wurde es bald darauf wieder eingestellt. 
Derzeit verbreiten, mit Ausnahme von münchen.tv und münchen2, alle der insgesamt 18 bayerischen Lokalsender ihr Programm im Kabel, i. d. R. neben der Ausstrahlung auf einem eigenen Kanal, auch über ein Fenster im RTL-Hauptprogramm. Dieses Lokal-Fenster wurde auch terrestrisch auf RTL ausgestrahlt, bis im Juli 2013 der letzte terrestrische Sender von RTL innerhalb Bayerns vom Netz ging.
Das Prinzip der Sendergruppe (zum Beispiel RTL Group, ProSiebenSat.1 Media) ist eher ein Nebeneinander, während die Networks im Wesentlichen von oben nach unten agieren. Es gibt aber auch Sender wie 3sat oder ARTE, die die Gemeinschaftsarbeit der öffentlich-rechtlichen Sender darstellen, und dementsprechend gemischt die Programme dieser Sender ausstrahlen. Bei den Radioprogrammen kommt es vor, dass Lokalsender das Mantelprogramm von einem Anbieter übernehmen (z. B. Radio NRW).

## Situation in Österreich
In Österreich bestand im Bereich des Hörfunks mit dem Programm KroneHit bis 2004 ein Network nach amerikanischem Prinzip: Private Radiosender konnten ursprünglich in Österreich nur lokale oder regionale Sendelizenzen erlangen, wodurch es lange Zeit nicht möglich war, ein österreichweites privates Radioprogramm zu betreiben. Dies wurde von KroneHit damit umgangen, indem bereits bestehende private Lokal-/Regionalradios mit einem Mantelprogramm beliefert wurden, das von diesen Stationen in ihrem jeweiligen Sendegebiet ausgestrahlt wurde und somit insgesamt weite Teile Österreichs erreicht wurden. Die einzelnen Affiliates sendeten zu 60 % ihrer Sendezeit das KroneHit-Programm, während in den restlichen 40 % entweder ein eigenes Programm oder ein unmoderiertes Musikprogramm gesendet wurde. Im Jahr 2004 wurde das österreichische Privatradiogesetz geändert und lässt seither auch österreichweite private Radioprogramme zu. Kronehit erlangte als Erster eine derartige österreichweite Genehmigung und sendet seither auch ein einheitliches Programm für das ganze Land (Ausnahmen: Mittwoch, Donnerstag und Samstag zwischen 22:00 und 2:00 Uhr). Die oft sehr kleinen und wirtschaftlich schwachen Affiliates lösten sich auf. Ihre Frequenzen werden nach wie vor zur Ausstrahlung des KroneHit-Radioprogramms verwendet.
Ansonsten wird aber in Österreich wie in Deutschland und generell außerhalb der USA vom Network-Prinzip kein Gebrauch gemacht.
Die beiden Fernsehprogramme des ORF sowie die Privatsender ATV und Puls 4 werden zentral in Wien koordiniert und von allen Sendeanlagen österreichweit einheitlich ausgestrahlt. Lediglich das Fernsehprogramm ORF 2 wird um 19:00 Uhr für gut 20 Minuten in den einzelnen Bundesländern für die Sendung Bundesland heute auseinandergeschaltet.
Der ORF strahlt neben den drei österreichweiten Hörfunkprogrammen in jedem Bundesland jeweils noch das regionale Programm Ö2 aus; diese Radioprogramme werden in jedem Landesstudio eigenständig gestaltet, lediglich die Weltnachrichten zu jeder vollen Stunde werden von allen Bundeslandprogrammen aus Wien übernommen.
Ähnlich verhält es sich auch bei den Privatsendern der Antenne/Life Radio-Gruppe, hier werden in Dobl in der Nähe von Graz von der Firma Radio Content Austria Weltnachrichten produziert, die von allen Radioprogrammen dieser Gruppe in ihr regionales Programm immer fünf Minuten vor der vollen Stunde übernommen werden. Es handelt sich dabei jedoch lediglich um eine Vereinfachung der Nachrichtenproduktion, nicht um ein Mantelprogramm im Sinne eines Networks.
Die deutschen privaten Fernsehsender werden in österreichischen Kabelnetzen sowie über DVB-S in eigenen Österreichvarianten verbreitet, so sendet etwa Sat.1 Österreich um 20:00 Uhr eine eigene österreichische Nachrichtensendung; weitere spezifische österreichische Programme gibt es auf allen anderen Programmen von ProSiebenSat.1 Media und der RTL Group. Einige dieser Programme (z. B. Café Puls) werden dabei von österreichischen Medienunternehmen produziert und teilweise auf allen Sendern einer Gruppe ausgestrahlt. Auch werden bei den Werbeunterbrechungen österreichische Werbespots ausgestrahlt.
Seit 2015 fungiert die R9 Regionales Fernsehen Österreich, gegründet als reiner Werbezeitenvermarkter für neun regionale Fernsehsender, zusätzlich als Netzwerksender mit eigenem Programmanteil, seit 2018 durch Teleshoppingangebote ergänzt, womit der überwiegende Programmteil bestritten wird.